# Spärrgräsmossa s.str.
Spärrgräsmossa s.str. (Sciuro-hypnum starkii) är en bladmossart som först beskrevs av Brid., och fick sitt nu gällande namn av Mikhail Stanislavovich Ignatov och Huttunen. Spärrgräsmossa s.str. ingår i släktet nordgräsmossor, och familjen Brachytheciaceae. Arten är reproducerande i Sverige.